# Tabetha S. Boyajian
Tabetha S. Boyajian   (c. 1980) Tabetha Suzanne Boyajian, és una astrònoma nord-americana de la Universitat Estatal de Louisiana.
Va esdevenir una estudiant de postdoctorat entre 2012-16 en la Universitat Yale, treballant amb Debra Fischer.
Les activitats principals de Boyajian es centren en camps astronòmics de interferometría estel·lar, espectroscòpia estel·lar, la recerca d'exoplanetes, i l'astronomia d'alta resolució angular, particularment en longituds d'ona òptiques i infraroges.
És la principal autora de l'article On està el Flux? (Títol original anglès: Where's the Flux?), publicat al setembre del 2015, que investiga la corba de llum molt inusual de KIC 8462852; l'estrella ha estat col·loquialment anomenada estrella de Tabby en el seu honor.